# Havsyta

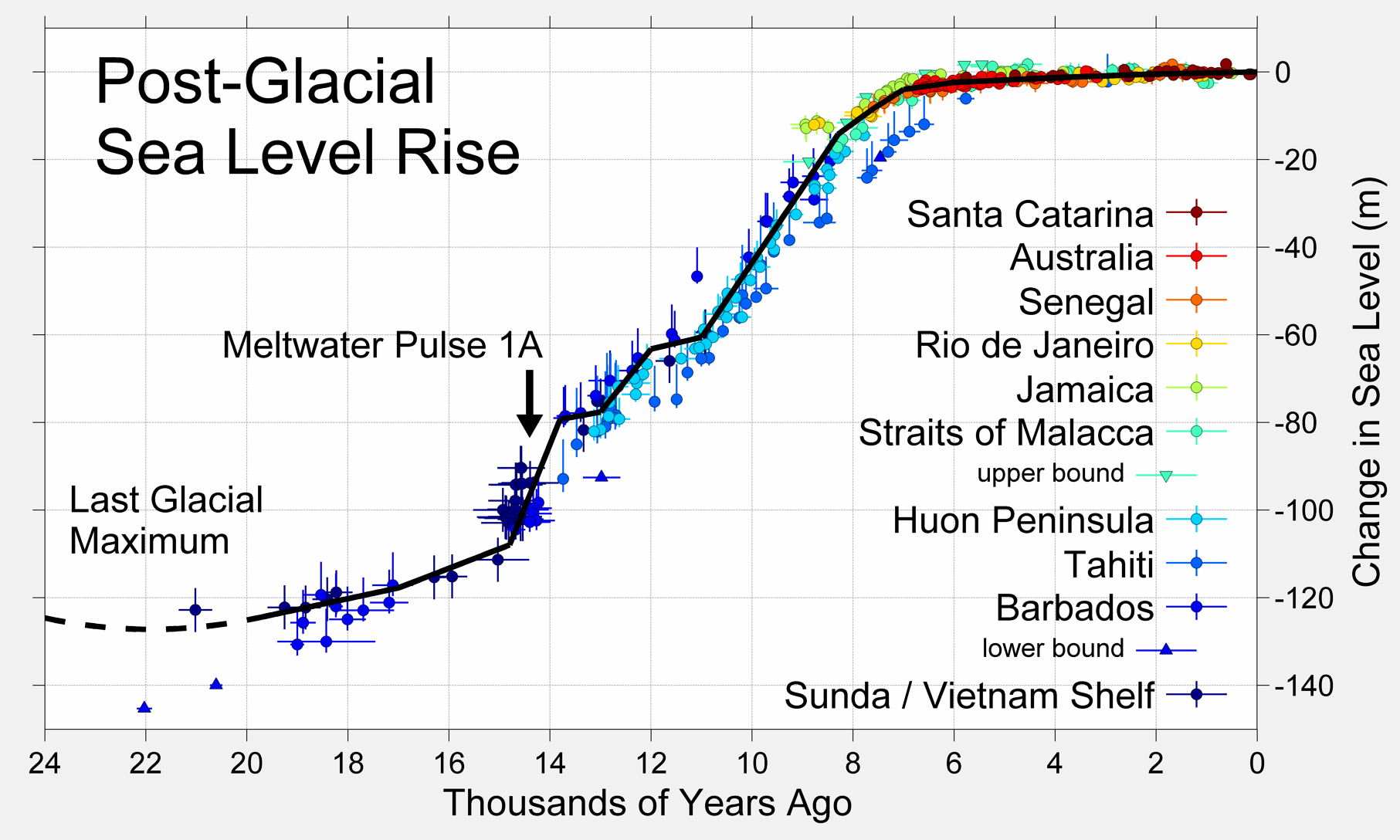
Förändringen av havsnivån sedan slutet på den senaste istiden.

Havsyta, eller havsytan, havets nivå, är en nollpunkt som man refererar till i angivelser om höjder, till exempel meter över havet. Dess läge påverkas av en mängd faktorer över kortare och längre tidsperioder.

## Nuvarande förändringar
Havets vattennivå är inte helt konstant utan har ökat 16 cm mellan år 1900-2000, med en ungefärlig ökning på 1,7 mm/år under 1950-2010, mest på grund av expansion av vattnet på grund av ökande temperatur, och på grund av smältande glaciärer. Men när vattnet värms upp expanderar det. Det finns oro för en snabbare höjning på grund av global uppvärmning och snabbare avsmältning av glaciärer. Det skulle skapa både enorma byggkostnader, och översvämningskatastrofer bl.a. för att havsytan tillfälligt och lokalt kan stiga flera meter i samband med orkaner (högst 1 m i Sverige). Enligt en beräkning som gjorts av en tillsatt kommitté (som återges på engelska i artikeln Sea level rise)[källa behövs] kommer havsnivån att ligga 0,1-0,8 meter högre år 2100 jämfört med år 1990. Det finns osäkerhetsfaktorer i beräkningen.

## Långsiktig variation
I berggrundens avlagringar ser geologer tider, när havsytan var förbluffande låg omväxlande med perioder då havsnivån var mycket högre än idag. Dessa anomalier förekommer ofta över hela världen. Exempelvis under den senaste istiden för 18 000 år sedan, när tusentals kubikkilometer is staplades upp på kontinenterna som glaciärer, var havsytan 120 meter lägre. Platser som idag är stöd för korallrev lämnades högt och torrt, och kuster låg kilometervis längre ut i havet räknat från dagens kustlinje.
Det var under denna period av mycket låg havsyta som det fanns en torr landförbindelse mellan Asien och Alaska, över vilken människor har migrerat till Nordamerika. Det var också då som jägarfolken från Mellaneuropa såsom Magdalénienkulturen, Brommekulturen och Ahrensburgkulturen kunde ta sig utefter norska kusten efter ren och annat villebråd och lämna de första spåren av boplatser längs kusterna i Bremsnes, Fosna, Östfold, Rogaland, Finnmark och kanske även ända till Tornedalen.
Under de senaste 6 000 åren (några århundraden innan den första kända skriftliga dokumentationen) har dock världens havsyta successivt närmat sig den nivå som vi ser idag.[källa behövs] Under den föregående interglacialen, Eem för cirka 120 000 år sedan, var havet under en kort tid bortåt 6 meter högre än idag, vilket framgår av vågskvalpskåror längs klippor i Bahamas.[källa behövs]